# COPI

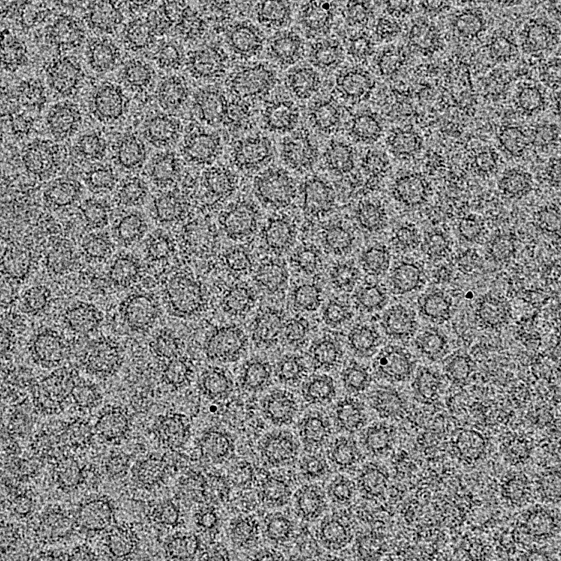
in vitroで形成されたCOPI被覆小胞の電子顕微鏡像。膜レベルでの小胞の直径は平均して 60 nmである。

COPIは、タンパク質を輸送する小胞の被覆を行うコートマー、タンパク質複合体である。ゴルジ体シス面から粗面小胞体へ戻る輸送、またはゴルジ体の区画間の輸送を担う。このタイプの輸送は逆行性輸送（retrograde transport）と名付けられ、COPIIタンパク質と関連した順行性輸送（anterograde transport）と対照的である。被覆は7種類の異なるタンパク質サブユニット（α、β、β'、γ、δ、ε、ζ）からなる巨大なタンパク質サブ複合体によって構成される。

## 被覆タンパク質
COPIは、膜輸送に関与するADPリボシル化因子（ARF）依存的タンパク質である。COPIはシスゴルジから粗面小胞体への逆行性輸送の過程で最初に同定され、ARF依存的なアダプタータンパク質の中で最もよく研究されている。COPIは7つのサブユニットからなり、ヘテロ七量体タンパク質複合体を構成する。
アダプターとしての主要な機能は、近接した輸送体へ取り込む積み荷タンパク質を選別することである。KKXXまたはKXKXXからなる選別モチーフを含む積み荷はCOPIと相互作用し、シスゴルジから小胞体への輸送を行う輸送体を形成する。現在の見解では、ARFも輸送体へ取り込まれる積み荷の選別に関与していることが示唆されている。

## 出芽の過程
ARFは膜輸送に関与するGTPアーゼである。哺乳類には6種類のARFが存在し、30を超えるグアニンヌクレオチド交換因子（GEF）とGTPアーゼ活性化タンパク質（GAP）によって調節されている。ARFは、ミリスチン酸という脂肪酸の付加によってN末端が翻訳後修飾される。
ARFにはGTP型とGDP型のコンフォメーションからなるサイクルが存在する。GTP結合型では、ARFのはミリスチン酸と疎水的なN末端がより露出したコンフォメーションとなり、膜へ結合する。GTP結合状態とGDP結合状態の相互変換は、ARF-GEFとARF-GAPによって媒介される。膜では、GTP結合型ARFは、ARF-GAPによってGDP結合型へと加水分解される。GDP結合型となると、ARFは疎水性の低いコンフォメーションへ変換され、膜から解離する。可溶性のGDP結合型ARFはGEFによってGTP結合型へと再変換される。
1. 内腔のタンパク質: ゴルジ体内腔から小胞体内腔への輸送される必要があるタンパク質には、KDELからなるシグナルペプチドが含まれている。この配列は膜に結合したKDEL受容体によって認識される。酵母ではERD2P、哺乳類ではKDELRがこれに該当する。この受容体はその後ARF-GEFに結合し、ARF-GEFはARFへ結合する。この相互作用はARFに結合したGDPのGTPへの交換を引き起こす。この交換が行われると、ARFはシスゴルジ膜の細胞質側に結合し、ミリストイル化された両親媒性αヘリックスを膜へ挿入する。
2. 膜タンパク質: 小胞体に位置する膜貫通タンパク質は、その細胞質側の尾部にゴルジ体から出て小胞体へと戻るよう指示する選別シグナルを含んでいる。この選別シグナルは、典型的にはKKXXまたはKXKXXというアミノ酸配列からなる。この配列はCOPIのサブユニットであるα-COP、β'-COPと相互作用する。アダプタータンパク質が積み荷と結合する、またアダプタータンパク質がARFと相互作用する順序は不明であるが、成熟した輸送体の形成には被覆タンパク質、積み荷、ARFのすべてが結合していることが必要である。
膜の変形と輸送体の出芽は上記の相互作用の後に起こる。その後、輸送体は供与側の膜（COPIの場合はシスゴルジ）から出芽して小胞体へ向かって移動し、そこで受容側の膜と融合して内容物が放出される。

## 構造

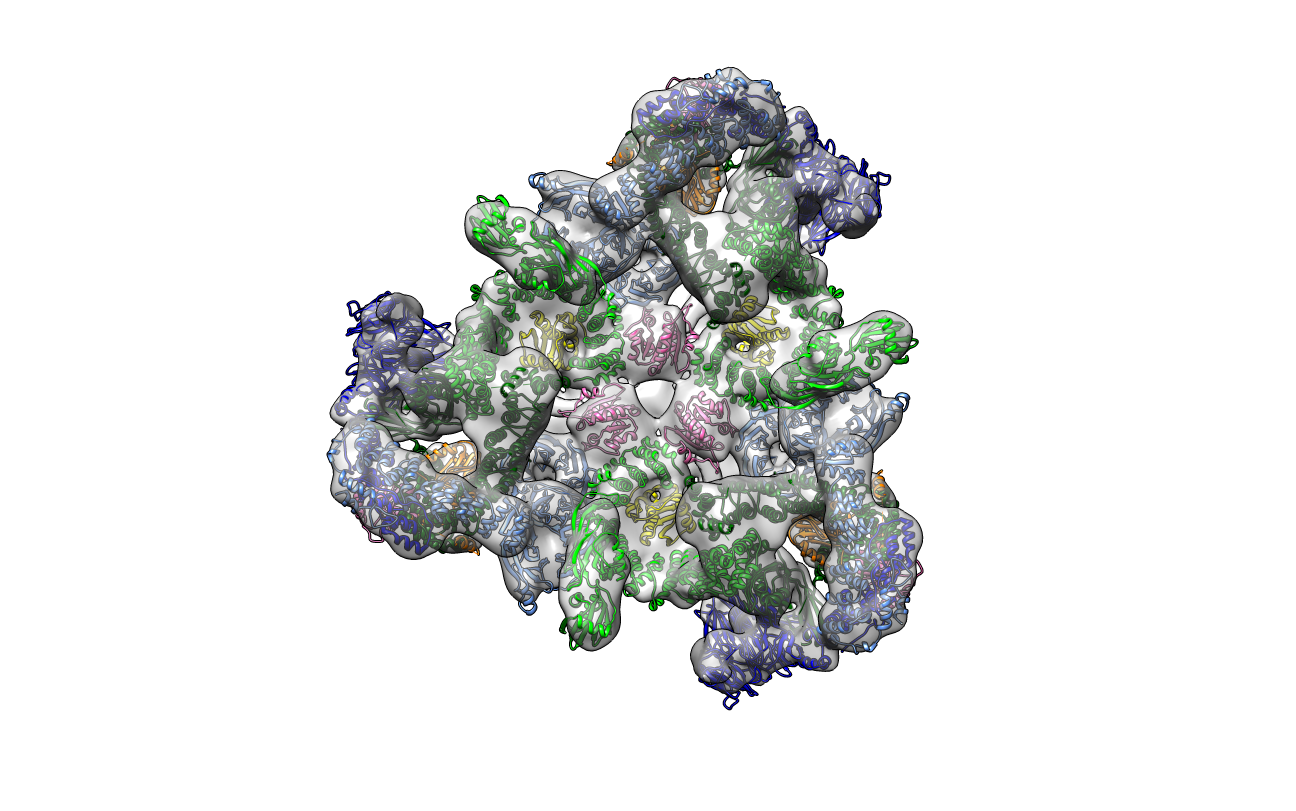
COPIトライアドの構造。膜 - 灰色、Arf1 - ピンク、γ-COP - 淡緑、β-COP - 濃緑、ζ-COP - 黄、δ-COP - オレンジ、β'-COP - 淡青、α-COP - 濃青。

小胞の表面では、COPI分子は対称的な三量体（「トライアド」）を形成する。トライアド構造は湾曲しており、Arf1分子と積み荷結合部位は膜に近接して位置する。β′-COPとα-COPサブユニットはγζβδ-COPサブ複合体の上にアーチを形成し、そのN末端ドメインにあるK(X)KXXモチーフ結合部位は膜に対して最適な位置に配置される。このように、β′-COPとα-COPはCOPIIやクラスリン小胞で以前示唆されていたような籠状や格子状の構造を形成するのではない。代わりに、それらはγζβδ-COPサブ複合体を介して互いに連結されて集合体を形成する。トライアドはさまざまな様式で互いに連結され、4つの異なるタイプの小胞が形成される